# Klasasta čestoslavica
Klasasta čestoslavica (klasasti paprotivak, lafendija divja; lat. Veronica spicata) zeljasta trajnica iz porodice Plantaginaceae rasprostranjena po Euroaziji, uključujući i Hrvatsku.
Stabljika je uspravna, na donjem dijelu gusto prekrivena dlačicama. Naraste od 15 do 60 cm visine. Cvjetovi su svjetlopavi do tamnoljubičasti. Voli sunčana mjesta i suha staništa. Uzgaja se i kao ukrasna biljka. Hrvatski FCD navodi je pod sinonimnim imenom Pseudolysimachion spicatum

## Podvrste
- Veronica spicata subsp. bashkiriensis Klokov ex Tzvelev
- Veronica spicata subsp. fischeri (Trávn.) Albach
- Veronica spicata subsp. kamelinii Kosachev
- Veronica spicata subsp. lanisepala (Trávn.) Albach
- Veronica spicata subsp. maeotica (Klokov) Tzvelev
- Veronica spicata subsp. petschorica Tzvelev
- Veronica spicata subsp. spicata
- Veronica spicata subsp. viscosula (Klokov) Assejeva

## Sinonimi
- Cardia spicata (L.) Dulac
- Hedystachys spicata (L.) Fourr.
- Pseudolysimachion spicatum (L.) Opiz

- V. spicata
- V. spicata
- V. spicata
- V. spicata